# Campionati italiani assoluti di atletica leggera 2016
I CVI campionati italiani assoluti di atletica leggera si sono tenuti a Rieti, presso lo Stadio Raul Guidobaldi, tra il 24 e il 26 giugno 2016. Sono stati assegnati 40 titoli italiani in altrettante specialità, al maschile e al femminile.
Durante la manifestazione si sono svolti anche i campionati italiani assoluti di prove multiple, che hanno visto l'assegnazione di ulteriori 2 titoli: uno nell'eptathlon e uno nel decathlon.
Durante la manifestazione sono stati assegnati i trofei della Coppa Italia di atletica leggera. Ad aggiudicarsi la coppa sono stati il Gruppi Sportivi Fiamme Gialle al maschile e il Centro Sportivo Esercito al femminile.

## Risultati

### Uomini
| Specialità                                                                              | Oro                                                                                    | Prestazione | Argento                                                                                         | Prestazione | Bronzo | Prestazione |
| Corse                                                                                   |                                                                                        |             |                                                                                                 |             | |             |
| 100 m                                                                                   | Filippo Tortu Gruppi Sportivi Fiamme Gialle                                            | 10"32       | Federico Cattaneo Atletica Riccardi                                                             | 10"40       | Massimiliano Ferraro Atletica Riccardi                                                                     | 10"44       |
| 200 m                                                                                   | Fausto Desalu Gruppi Sportivi Fiamme Gialle                                            | 20"31       | Davide Manenti Centro Sportivo Aeronautica Militare                                             | 20"44       | Matteo Galvan Gruppi Sportivi Fiamme Gialle                                                                | 20"50       |
| 400 m                                                                                   | Matteo Galvan Gruppi Sportivi Fiamme Gialle                                            | 45"12       | Giuseppe Leonardi Enterprise Sport & Service                                                    | 46"82       | Lorenzo Valentini Gruppi Sportivi Fiamme Gialle                                                            | 46"90       |
| 800 m                                                                                   | Giordano Benedetti Gruppi Sportivi Fiamme Gialle                                       | 1'48"15     | Gabriele Bizzotto CUS Parma                                                                     | 1'48"61     | Francesco Conti Atletica Imola Sacmi AVIS                                                                  | 1'49"60     |
| 1500 m                                                                                  | Yemaneberhan Crippa Gruppo Sportivo Fiamme Oro                                         | 3'45"25     | Marco Pettenazzo Atletica Città di Padova                                                       | 3'45"27     | Merihun Crespi Centro Sportivo Esercito                                                                    | 3'45"41     |
| 5000 m                                                                                  | Yassine Rachik Atletica Cento Torri Pavia                                              | 14'11"24    | Marco Najibe Salami Centro Sportivo Esercito                                                    | 14'12"28    | Marouan Razine Centro Sportivo Esercito                                                                    | 14'12"78    |
| 3000 m siepi                                                                            | Yuri Floriani Gruppi Sportivi Fiamme Gialle                                            | 8'30"03     | Jamel Chatbi Atletica Riccardi                                                                  | 8'31"25     | Abdoullah Bamoussa Atletica Brugnera Friulintagli                                                          | 8'32"88     |
| 110 m hs                                                                                | Hassane Fofana Gruppo Sportivo Fiamme Oro                                              | 13"62       | Lorenzo Perini Centro Sportivo Aeronautica Militare                                             | 13"84       | Emanuele Abate Gruppo Sportivo Fiamme Oro                                                                  | 14"07       |
| 400 m hs                                                                                | José Reynaldo Bencosme de Leon Gruppi Sportivi Fiamme Gialle                           | 49"76       | Mattia Contini Atletica Libertas Runners Livorno                                                | 49"94       | Mario Lambrughi Atletica Riccardi                                                                          | 50"02       |
| Marcia 10 km                                                                            | Francesco Fortunato Gruppi Sportivi Fiamme Gialle                                      | 40'31"      | Leonardo Dei Tos Athletic Club 96                                                               | 40'45" ~ >  | Federico Tontodonati Centro Sportivo Aeronautica Militare                                                  | 41'04"      |
| Staffetta 4×100 m                                                                       | Atletica Riccardi Massimiliano Ferraro Federico Cattaneo Giacomo Tortu Simone Tanzilli | 39"68       | Gruppi Sportivi Fiamme Gialle Fabio Cerutti Fausto Desalu Marco Lorenzi Filippo Tortu           | 40"45       | Associazione Sportiva La Fratellanza 1874 Mattia Cesari Freider Fornasari Simone Pettenati Matteo Ansaloni | 40"93       |
| Staffetta 4×400 m                                                                       | Gruppi Sportivi Fiamme Gialle Davide Re Michele Tricca Marco Lorenzi Lorenzo Valentini | 3'06"11     | Atletica Futura Roma Alessandro Galati Casimiro Sciscione Emanuele Grossi Mario Di Giambattista | 3'09"53     | Atletica Cento Torri Pavia Menin Hubert Don Paolo Carlo Danesini Chiebuka Emmanuel Ihemeje Mario Pavan     | 3'09"61     |
| Salti                                                                                   |                                                                                        |             |                                                                                                 |             | |             |
| Salto in alto                                                                           | Gianmarco Tamberi Gruppi Sportivi Fiamme Gialle                                        | 2,36 m      | Eugenio Rossi Atletica Biotekna Marcon                                                          | 2,26 m      | Andrea Lemmi Gruppi Sportivi Fiamme Gialle                                                                 | 2,20 m      |
| Salto con l'asta                                                                        | Giorgio Piantella Centro Sportivo Carabinieri                                          | 5,35 m      | Alessandro Sinno Centro Sportivo Aeronautica Militare                                           | 5,30 m      | Luigi Robert Colella Unione Sportiva Foggia Atletica Leggera                                               | 5,20 m      |
| Salto in lungo                                                                          | Marcell Jacobs Gruppo Sportivo Fiamme Oro                                              | 7,89 m      | Kevin Ojiaku Gruppi Sportivi Fiamme Gialle                                                      | 7,83 m      | Emanuele Catania Gruppi Sportivi Fiamme Gialle                                                             | 7,69 m      |
| Salto triplo                                                                            | Daniele Cavazzani Atletica Studentesca Rieti Andrea Milardi                            | 16,46 m     | Daniele Greco Gruppo Sportivo Fiamme Oro                                                        | 16,41 m     | Fabrizio Donato Gruppi Sportivi Fiamme Gialle                                                              | 16,39 m     |
| Lanci                                                                                   |                                                                                        |             |                                                                                                 |             | |             |
| Getto del peso                                                                          | Sebastiano Bianchetti Gruppo Sportivo Fiamme Oro                                       | 18,78 m     | Daniele Secci Gruppi Sportivi Fiamme Gialle                                                     | 18,77 m     | Tommaso Parolo Assindustria Sport Padova                                                                   | 16,68 m     |
| Lancio del disco                                                                        | Hannes Kirchler Centro Sportivo Carabinieri                                            | 62,34 m     | Nazzareno Di Marco Gruppo Sportivo Fiamme Oro                                                   | 57,73 m     | Giulio Anesa Gruppo Alpinistico Vertovese                                                                  | 55,06 m     |
| Lancio del martello                                                                     | Marco Lingua Marco Lingua 4ever                                                        | 74,88 m     | Simone Falloni Centro Sportivo Aeronautica Militare                                             | 73,20 m     | Nicola Vizzoni Gruppi Sportivi Fiamme Gialle                                                               | 71,62 m     |
| Lancio del giavellotto                                                                  | Norbert Bonvecchio Atletica Trento                                                     | 78,85 m     | Roberto Bertolini Gruppo Sportivo Fiamme Oro                                                    | 78,31 m     | Antonio Fent Centro Sportivo Carabinieri                                                                   | 76,35 m     |
| record dei campionati; record nazionale; record personale; record personale stagionale. |                                                                                        |             |                                                                                                 |             | |             |

### Donne
| Specialità                                                                              | Oro                                                                                             | Prestazione | Argento                                                                                         | Prestazione | Bronzo                                                                                             | Prestazione |
| Corse                                                                                   |                                                                                                 |             |                                                                                                 |             | |             |
| 100 m                                                                                   | Gloria Hooper Gruppo Sportivo Forestale                                                         | 11"38       | Irene Siragusa Centro Sportivo Esercito                                                         | 11"63       | Audrey Alloh Gruppo Sportivo Fiamme Azzurre                                                        | 11"67       |
| 200 m                                                                                   | Gloria Hooper Gruppo Sportivo Forestale                                                         | 22"89       | Libania Grenot Gruppi Sportivi Fiamme Gialle                                                    | 23"15       | Maria Benedicta Chigbolu Centro Sportivo Esercito                                                  | 23"41       |
| 400 m                                                                                   | Libania Grenot Gruppi Sportivi Fiamme Gialle                                                    | 51"33       | Maria Benedicta Chigbolu Centro Sportivo Esercito                                               | 52"43       | Marta Milani Centro Sportivo Esercito                                                              | 53"13       |
| 800 m                                                                                   | Yusneysi Santiusti ACSI Italia Atletica                                                         | 2'04"99     | Irene Baldessari Centro Sportivo Esercito                                                       | 2'05"62     | Marta Zenoni Atletica Bergamo 1959                                                                 | 2'05"62     |
| 1500 m                                                                                  | Margherita Magnani Gruppi Sportivi Fiamme Gialle                                                | 4'18"43     | Elisa Bortoli Atletica Brescia 1950                                                             | 4'27"11     | Joyce Mattagliano Atletica Brugnera Friulintagli                                                   | 4'27"47     |
| 5000 m                                                                                  | Veronica Inglese Centro Sportivo Esercito                                                       | 15'22"45    | Silvia Oggioni Pro Sesto Atletica                                                               | 16'16"24    | Federica Dal Rì Centro Sportivo Esercito                                                           | 16'21"32    |
| 3000 m siepi                                                                            | Francesca Bertoni AS La Fratellanza 1874                                                        | 10'04"58    | Valeria Roffino Gruppo Sportivo Fiamme Azzurre                                                  | 10'06"74    | Valentina Costanza Centro Sportivo Esercito                                                        | 10'07"85    |
| 100 m hs                                                                                | Giulia Pennella Centro Sportivo Esercito                                                        | 13"52       | Micol Cattaneo Centro Sportivo Carabinieri                                                      | 13"52       | Giulia Tessaro Gruppo Sportivo Fiamme Oro                                                          | 13"75       |
| 400 m hs                                                                                | Ayomide Folorunso Gruppo Sportivo Fiamme Oro                                                    | 55"54       | Ilaria Vitale Libertas Friul Palmanova                                                          | 57"99       | Jennifer Rockwell ACSI Italia Atletica                                                             | 58"90       |
| Marcia 10 km                                                                            | Valentina Trapletti Bracco Atletica                                                             | 44'41"      | Tatyana Gabellone Centro Ester Napoli                                                           | 47'47" >    | Nicole Colombi Atletica Brescia 1950                                                               | 48'29" >    |
| Staffetta 4×100 m                                                                       | Gruppo Sportivo Forestale Maria Enrica Spacca Anna Bongiorni Giulia Arcioni Giulia Latini       | 45"13       | Bracco Atletica Sabrina Galimberti Annalisa Spadotto Scott Marta Maffioletti Martina Lorenzetto | 45"28       | Atletica Brescia 1950 Giulia Guglielmi Arianna Tagliabue Roberta Albertoni Johanelis Herrera Abreu | 46"49       |
| Staffetta 4×400 m                                                                       | Centro Sportivo Esercito Raphaela Lukudo Marta Milani Irene Baldessari Maria Benedicta Chigbolu | 3'32"50     | Bracco Atletica Giulia Alberti Annalisa Spadotto Scott Marta Maffioletti Giancarla Trevisan     | 3'35"05     | Pro Patria A.R.C. Busto Arsizio Giulia Teruzzi Virginia Troiani Serena Troiani Alexandra Troiani   | 3'39"33     |
| Salti                                                                                   |                                                                                                 |             |                                                                                                 |             | |             |
| Salto in alto                                                                           | Alessia Trost Gruppi Sportivi Fiamme Gialle                                                     | 1,94 m      | Erika Furlani Gruppo Sportivo Fiamme Oro                                                        | 1,83 m      | Eleonora Omoregie Atletica Malignani Libertas Udine                                                | 1,83 m      |
| Salto con l'asta                                                                        | Sonia Malavisi Gruppi Sportivi Fiamme Gialle                                                    | 4,45 m      | Giorgia Benecchi CUS Parma                                                                      | 4,25 m      | Giulia Cargnelli Gruppo Sportivo Forestale                                                         | 4,15 m      |
| Salto in lungo                                                                          | Laura Strati Atletica Vicentina                                                                 | 6,49 m      | Martina Lorenzetto Bracco Atletica                                                              | 6,49 m      | Tania Vicenzino Centro Sportivo Esercito                                                           | 6,46 m      |
| Salto triplo                                                                            | Dariya Derkach Centro Sportivo Aeronautica Militare                                             | 14,15 m     | Eleonora D'Elicio Gruppo Sportivo Fiamme Azzurre                                                | 13,42 m     | Simona La Mantia Gruppi Sportivi Fiamme Gialle                                                     | 13,35 m     |
| Lanci                                                                                   |                                                                                                 |             |                                                                                                 |             | |             |
| Getto del peso                                                                          | Chiara Rosa Gruppo Sportivo Fiamme Azzurre                                                      | 17,52 m     | Julaika Nicoletti Gruppo Sportivo Forestale                                                     | 16,64 m     | Sydney Giampietro Pro Patria Milano                                                                | 15,23 m     |
| Lancio del disco                                                                        | Stefania Strumillo Atletica 2005                                                                | 56,95 m     | Valentina Aniballi Centro Sportivo Esercito                                                     | 53,60 m     | Giada Andreutti Atletica Malignani Libertas Udine                                                  | 53,04 m     |
| Lancio del martello                                                                     | Francesca Massobrio Gruppo Sportivo Fiamme Oro                                                  | 62,31 m     | Elisa Palmieri Centro Sportivo Esercito                                                         | 62,13 m     | Sara Fantini CUS Parma                                                                             | 61,96 m     |
| Lancio del giavellotto                                                                  | Eleonora Bacciotti Atletica Firenze Marathon                                                    | 56,24 m     | Zahra Bani Gruppo Sportivo Fiamme Azzurre                                                       | 54,60 m     | Carolina Visca Gruppi Sportivi Fiamme Gialle                                                       | 53,07 m     |
| record dei campionati; record nazionale; record personale; record personale stagionale. |                                                                                                 |             |                                                                                                 |             | |             |

### Campionati italiani di prove multiple
| Specialità                                                                              | Oro                                               | Prestazione | Argento                                        | Prestazione | Bronzo                                                      | Prestazione |
| Decathlon (uomini)                                                                      | Simone Cairoli Atletica Lecco Colombo Costruzioni | 7463 p.     | Jacopo Zanatta Silca Ultralite Vittorio Veneto | 7147 p.     | Luca Dell'Acqua Nuova Atletica Fanfulla Lodigiana           | 7138 p.     |
| Eptathlon (donne)                                                                       | Federica Palumbo Unione Sportiva Sangiorgese      | 5252 p.     | Eleonora Ferrero CUS Genova                    | 5003 p.     | Sara Elena Bianchi Bazzi Atletica Lecco Colombo Costruzioni | 4996 p.     |
| record dei campionati; record nazionale; record personale; record personale stagionale. |                                                   |             |                                                |             |                                                             |             |